# Barton Stacey
Barton Stacey est une paroisse civile et un village du Hampshire, en Angleterre.